# Faucon d'Éléonore
Falco eleonorae
Espèce
Statut CITES
Statut de conservation UICN

 LC  : Préoccupation mineure

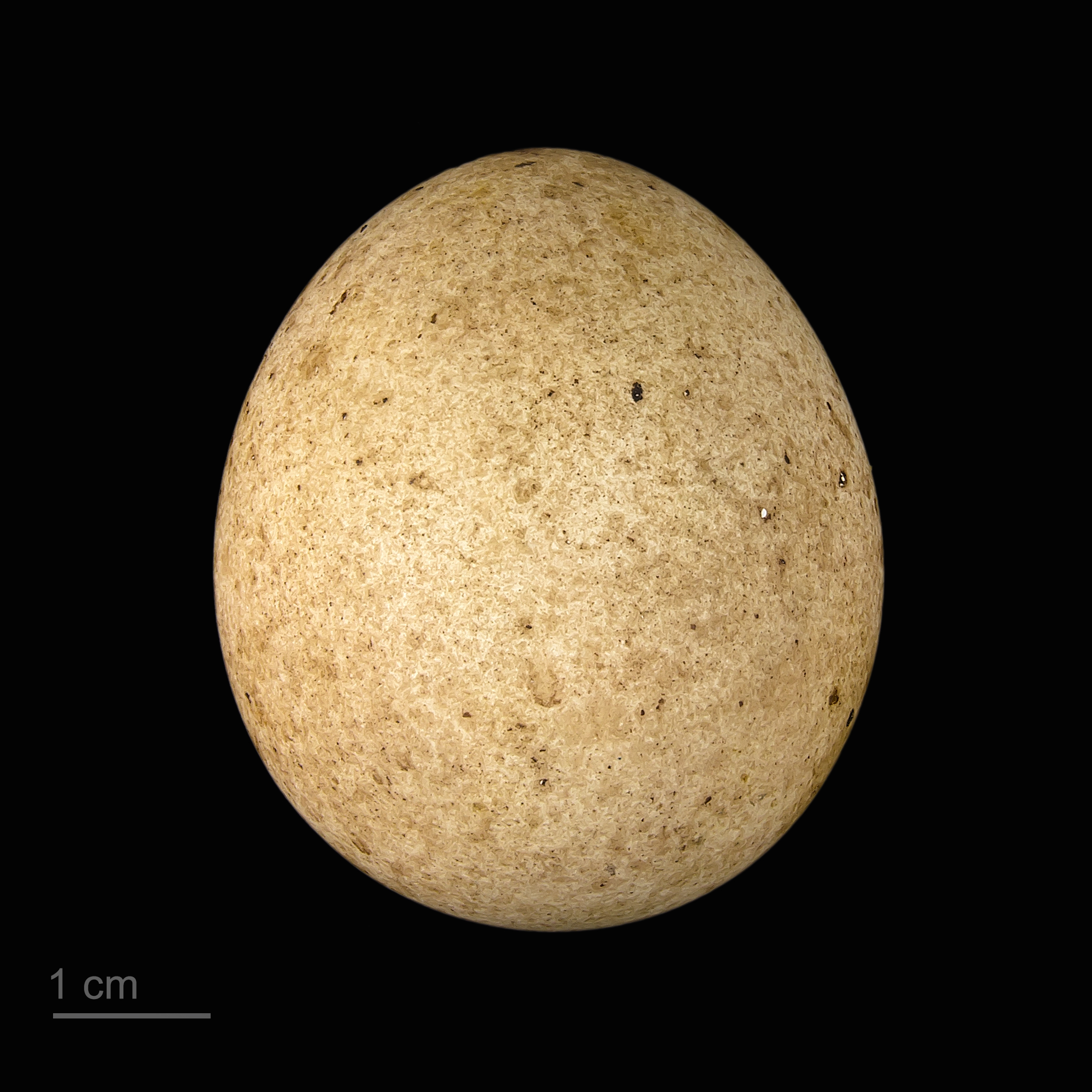
Falco eleonorae - MHNT

Le Faucon d'Éléonore (Falco eleonorae) est une espèce de rapaces diurnes et migrateurs appartenant à la famille des Falconidae. Cet oiseau, comme d'autres prédateurs calque son cycle de reproduction sur celui de ses proies, essentiellement des oiseaux migrateurs.

## Étymologie
Le nom donné à ce faucon l'a été en honneur d'Éléonore d'Arborée de Sardaigne (vers 1350-1404), célèbre pour avoir établi la première législation de protection des rapaces, même si cette dernière était probablement destinée à réserver l'utilisation de ces animaux à la seule noblesse.

## Répartition
Ce rapace niche dans le pourtour méditerranéen, notamment dans les îles de la Mer Égée en Grèce, ainsi que dans les Baléares et les Canaries, en Espagne et à Malte. Il existe également plusieurs populations dans les zones côtières en Afrique du Nord, au Maroc et en Algérie principalement. L'espèce hiverne principalement dans le nord et l'ouest de Madagascar, ainsi qu'au centre de la Tanzanie et dans le nord du Mozambique.

## Protection
Le Faucon d'Eléonore bénéficie d'une protection totale sur le territoire français depuis l'arrêté ministériel du 17 avril 1981 relatif aux oiseaux protégés sur l'ensemble du territoire. Il est inscrit à l'annexe I de la directive Oiseaux de l'Union européenne. Il est donc interdit de le détruire, le mutiler, le capturer ou l'enlever, de le perturber intentionnellement ou de le naturaliser, ainsi que de détruire ou enlever les œufs et les nids et de détruire, altérer ou dégrader leur milieu. Qu'il soit vivant ou mort, il est aussi interdit de le transporter, colporter, de l'utiliser, de le détenir, de le vendre ou de l'acheter.